# 485 př. n. l.

## Hlava státu
- Perská říše – Xerxés I. (486 – 465 př. n. l.)
- Egypt – Xerxés I. (486 – 465 př. n. l.)
- Sparta – Leónidás I. (490 – 480 př. n. l.) a Leótychidás II. (491 – 469 př. n. l.)
- Athény – Ceures (486 – 485 př. n. l.) » Philocrates (485 – 484 př. n. l.)
- Makedonie – Alexandr I. (498 – 454 př. n. l.)
- Římská republika – konzulé Ser. Cornelius Maluginensis a Q. Fabius Vibulanus (485 př. n. l.)
- Syrakusy – Gelo (491 – 478 př. n. l.)
- Kartágo – Hamilcar I. (510 – 480 př. n. l.)